# Graham Kavanagh
Graham Anthony Kavanagh, född 3 december 1973 i Dublin, är en irländsk före detta fotbollsspelare. Han har spelat bland annat för Middlesbrough, Stoke City, Cardiff City, Wigan Athletic, Sheffield Wednesday och Sunderland.